# Bitwa pod Kruszyną
Bitwa pod Kruszyną – bitwa stoczona 29 sierpnia 1863 roku pomiędzy zdążającym do Koniecpola oddziałem powstańczym gen. Edmunda Taczanowskiego a siłami Imperium Rosyjskiego, zakończona rozbiciem powstańców.

## Bitwa
Podczas powstania styczniowego Kruszyna jak i najbliższe okolice były miejscem walk. Obok kilku drobniejszych potyczek miało w tym rejonie miejsce starcie, które zyskało miano „bitwy pod Kruszyną”.
W końcu sierpnia 1863 roku w okolice Kruszyny przybyła ok. 1000-konna brygada powstańców z Wielkopolski pod dowództwem generała Edmunda Taczanowskiego. Zanim przybyła do Kruszyny, stoczyła szereg bitew: pod Pyzdrami, Ignacewem, Łaskiem, Goszczanowem, Czepowem, Pęcherzewkiem i pod Sędziejowicami. 28 sierpnia powstańcy przybyli z Sędziejowic do Kruszyny w sile ok. 3 tys. ludzi (według mjr. Józefa Oxińskiego, ówczesnego dowódcy powstańczych sił w powiatach piotrkowskim i wieluńskim, siły powstańcze liczyły ok. 2 tys. powstańców, w tym 600 strzelców i kosynierów pod dowództwem ppłk. Franciszka Kopernickiego oraz ok. 1300 konnych dowodzonych przez gen. Taczanowskiego).
Sztab zatrzymał się w pałacu Lubomirskich, a pozostali powstańcy rozbili się w Kruszynie i okolicznych wioskach. Tam dowódca dowiedział się, że 40 Kozaków odprowadza z Częstochowy do Piotrkowa inspektora dróg żelaznych kpt. de Witte’a. Taczanowski natychmiast wydał rozkaz zaatakowania ich. Wycofujący się pod presją powstańców de Witte dotarł do Kłomnic i stamtąd  poinformował telegraficznie dowództwo w Częstochowie o oddziałach powstańczych w rejonie Kruszyny i Borowna. Generał Taczanowski przewidując dotarcie rosyjskich posiłków, w nocy 29 sierpnia postanowił wyruszyć z Kruszymy do Koniecpola. Jednakże natknął się na nieprzyjaciela i nie mogąc ocenić sił rosyjskich, zaczął wycofywać się w kierunku północno-wschodnim. W międzyczasie nadeszły z Kłomnic posiłki dla wojsk rosyjskich. Gen. Taczanowski wydał rozkaz wycofania się do Nieznanic i Zdrowej. Strzelcy i kosynierzy ppłk. Franciszka Kopernickiego uformowali linię bojową. Tymczasem Rosjanie zajęli Witkowice i stanęli pod Nieznanicami. Zaskoczone oddziały powstańcze broniły się na polach pomiędzy Nieznanicami, Jackowem, Lgotą Małą i Kruszyną. Walka w Nieznanicach trwała kilka godzin. Oddziały ppłk. Kopernickiego atakowały z dwóch stron – od Częstochowy i Kłomnic. W końcu, nie mogąc przełamać rosyjskiej obrony, siły powstańcze wycofały się do miejscowości Zdrowa. Na miejsce walki dotarły rosyjskie posiłki składające się z dwóch kolumn. Pierwszą dowodził płk Bremsen, dowódca wojsk rosyjskich w Łodzi. Składała się ona z dwóch szwadronów huzarów, 60 kozaków i plutonu rakietników (łącznie ok. 400 żołnierzy). Drugą kolumną dowodził płk Klodt. Została wysłana najprawdopodobniej z Częstochowy lub Radomska i złożona była z dwóch kompanii piechoty i sotni kozaków (razem także ok. 400 ludzi). Kolumny wraz z pozostałymi siłami rosyjskimi otoczyły oddziały powstańcze. Brygada rozproszyła się w okolicznych lasach. Tabory oddziału ugrzęzły w mokradłach pomiędzy Wikłowem a Lgotą Małą. Część z nich dostała się w ręce Rosjan, a drugą część zniszczyli i zatopili sami powstańcy. Resztę zatrzymał i ocalił w Wólce Prusickiej mjr Józef Oxiński, przebywający tam na krótkim wypoczynku.
W bitwie pod Kruszyną zginęło ponad 60 powstańców, ok. 100 zostało rannych, a ponad 50 dostało się do niewoli. Prawie wszyscy jeńcy zostali potem wypuszczeni po uprzednim zwolnieniu przez gen. Taczanowskiego z niewoli polskiej dwóch carskich oficerów. Po bitwie ranni powstańcy znaleźli schronienie w Kruszynie, Nieznanicach, Zdrowej i Lgocie Małej. Straty rosyjskie są nieznane.

## Upamiętnienie
Na cmentarzu w Kruszynie znajduje się zbiorowy grób powstańców poległych w bitwie kruszyńskiej. Na nim umieszczono pomnik Matki Polki i tablicę z datami bitew brygady generała Edmunda Taczanowskiego.

## Udział mieszkańców Kruszyny w powstaniu styczniowym
W powstaniu styczniowym brało również udział kilkunastu chłopów z Kruszyny. Tworzyli oni oddział pod dowództwem Grechowianina. Większość z nich zginęła wraz z dowódcą w potyczkach w okolicach Częstochowy. Zdecydowanie niechętnie ustosunkowany był do powstania ówczesny właściciel Kruszyny Blummer. W maju 1863 r. na kolanach ze łzami w oczach słuchał wykładu o obowiązkach patrioty i Polaka udzielonego mu przez jednego z dowódców przechodzącego przez Kruszynę oddziału i błagał, aby go nie zmuszać do powstania wbrew jego woli i predyspozycjom.
Ponadto w Kruszynie i Lgocie urządzono szpitale dla rannych – w Kruszynie na 120 miejsc, a w Lgocie na 40. Przyjęto tu m.in. rannych powstańców po bitwie pod Wąsoszem.
Po bitwie pod Kruszyną z pola zniknął wraz z kasą oddziału jeden z oficerów. Po kilku dniach władze powstańcze odnalazły go wraz z pieniędzmi we Wrocławiu. Okoliczności te stały się źródłem krążących do dziś opowieści o powstańczych skarbach ukrytych w okolicy.